# Мвово, Лвази
Лвази Нкедо Мвово (коса Lwazi Ncedo Mvovo; 3 июня 1986, Мтата, ЮАР) — южноафриканский регбист, выступавший на позиции крайнего трёхчетвертного.

## Клубная карьера
Свою регбийную карьеру Мвово начал в команде в команде «Натал Шаркс», выступающей в кубке Карри. Его дебют на профессиональном уровне пришёлся на матч, прошедший 9 марта 2007 года в рамках кубка Водаком, против «Фри-Стейт Читаз».
С 2010 года карьера Лвази начала стремительно прогрессировать: он был включён в заявку «Шаркс» для участия в чемпионате Супер 14. 18 апреля 2010 года Мвово сыграл свой первый матч в этом турнире против клуба «Лайонз», выйдя на замену на 66-й минуте вместо Йоханна Мюллера. В следующем сезоне ему удалось сделать 6 попыток в 16 матчах и стать, вместе с Джей Пи Питерсеном, первым по попыткам в команде.
В розыгрыше кубка Карри 2010 года он сумел занести 12 попыток в 16 матчах, чем помог «Акулам» выиграть трофей. В 2013 году им вновь удалось победить в этом турнире, хотя Мвово отметился на нём лишь четырьмя попытками.

## Карьера в сборной
Первый официальный матч за «Спрингбокс» Мвово сыграл 20 ноября 2010 в тестовой игре с командой Шотландии, проведя на поле все 80 минут.
Несмотря на высокие результаты, показанные в 2011 году, он не попал в окончательную заявку на чемпионат мира: на роль запасного крайнего трёхчетвертного был выбран Одва Ндунгане, что вызвало критику главного тренера южноафриканцев Петера де Вилье со стороны болельщиков.
28 августа 2015 года Лвази был включён в состав сборной для участия в чемпионате мира 2015 года. На турнире Мвово провёл две встречи на групповом этапе против Японии и США, в последней из которых отметился попыткой на 80-й минуте.